# جان گالت

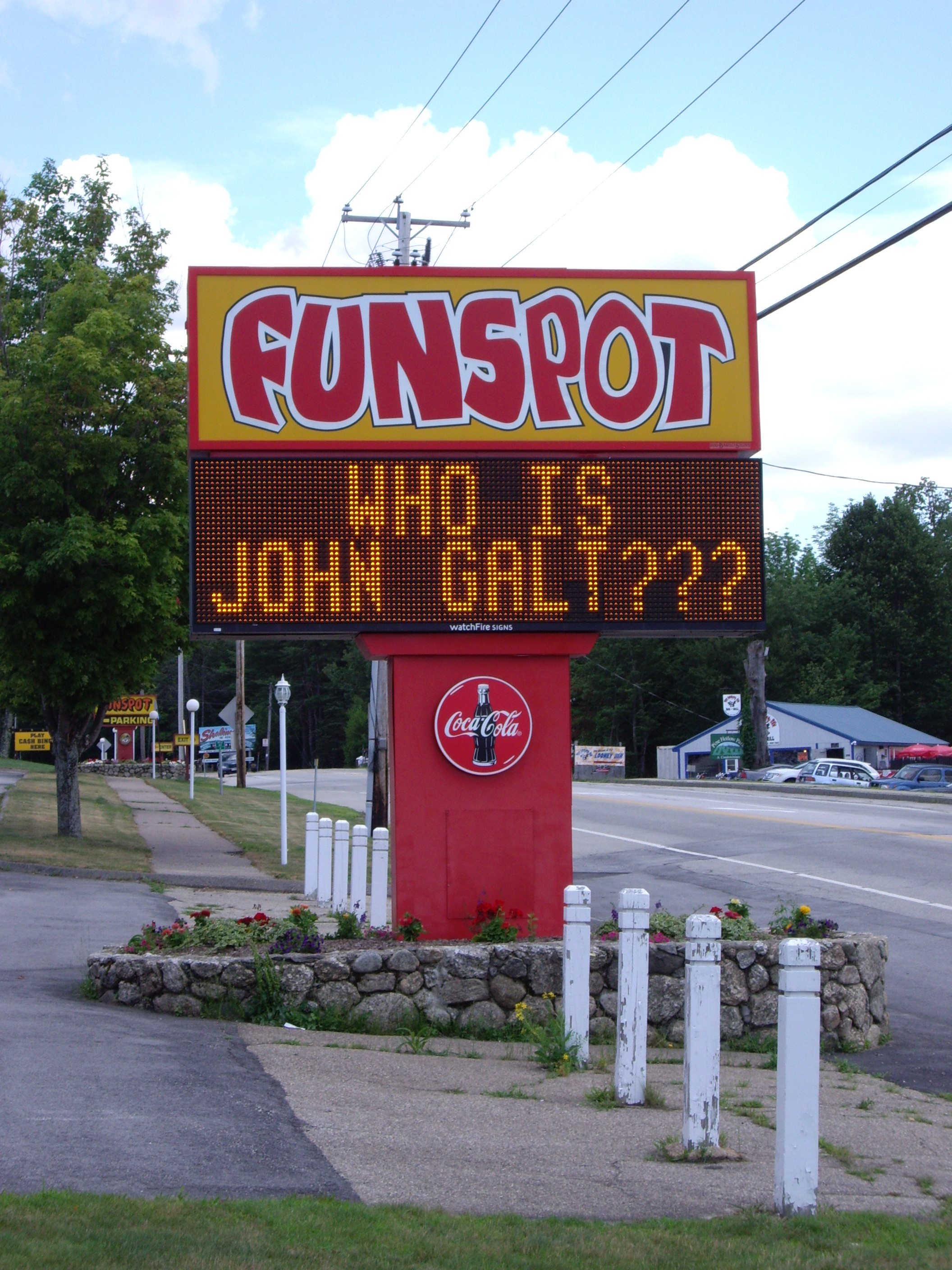
جان گالت

جان گالت از شخصیت‌های رمان اطلس شورید (۱۹۵۷) اثر آین رند است که گرچه به نام تا یک سوم انتهایی رمان شناسانده نمی‌شود، اغلب موضوع این سؤال تکراری آن که «جان گالت کیست؟» و جستجو برای کشف پاسخ آن قرار می‌گیرد.
آنجا که نقشه برملا می‌شود، معلوم می‌شود گالت یک فیلسوف و مخترع است؛ که به قدرت و عظمت ذهن بشر، و حق فرد برای استفادهٔ انحصاری از ذهنش برای خودش باور دارد. او به عنوان یک نقطه مقابل شدیداً فردگرای ساختار اجتماعی و اقتصادی جمع گرایانهٔ تصویر شده در رمان عمل می‌کند، که در آن جامعه بر عملکردهای دیوان سالارانهٔ سرکوبگرانه و فرهنگی بنا شده که معمولی بودن را به اسم برابری خواهی بنا شده که رمان آن را نتیجهٔ نهایی ایدئالیسم سوسیالیستی می‌داند.